# Plutoide
Un plutoide es todo planeta enano del sistema solar que se encuentra más allá de la órbita de Neptuno. El concepto fue definido por un voto en la Asamblea General de la Unión Astronómica Internacional (UAI) en Praga el 24 de agosto de 2006, pero sin elegir la terminología según la resolución 6A de esta asamblea general titulada Definition of Pluto-class objects. Su definición es:

Cuerpos celestes en órbita alrededor del Sol a una distancia mayor que la de Neptuno, con masa suficiente para que su propia gravedad supere las fuerzas de cuerpo rígido de tal modo que asumen una forma casi esférica de equilibrio hidrostático y que no han vaciado su órbita de cuerpos vecinos.

Por lo tanto, cualquier objeto que cumpla simultáneamente la definición de planeta enano y objeto transneptuniano será automáticamente un plutoide. Hasta 2008 solo Plutón, Éride (Eris), Makemake y Haumea son considerados plutoides, aunque se espera que más plutoides reciban nombres a medida que la ciencia progrese y se realicen nuevos descubrimientos.
Los satélites de los plutoides no son plutoides por sí mismos, aunque sean suficientemente masivos para que su forma sea dictada por su gravedad.
El planeta enano Ceres no es un plutoide ya que está situado en el cinturón de asteroides, entre Marte y Júpiter. Los conocimientos científicos actuales hacen creer que Ceres es el único objeto de su clase. Por tanto, en este momento no tiene sentido una categoría separada de cuerpos celestes semejantes a Ceres.